# Centropyge bicolor
El ángel enano bicolor (Centropyge bicolor) es una especie de pez ángel marino de la familia Pomacanthidae. Habitan en el Océano Pacífico, desde África oriental a las islas de Samoa e isla Phoenix, al norte hasta el sur de Japón y al sur de Nueva Caledonia, en Micronesia.

## Sinónimos
- Chaetodon bicolor (Bloch, 1787)

## Características
Su longitud máxima es de 15 cm, se encuentran junto a los arrecifes de coral en una profundidad que va de los 1 a los 25 m, se alimenta de, pequeños crustáceos, algas y gusanos. Andan en pareja o en pequeños grupos. La cabeza y la mitad del tronco anterior es de color amarillento, con una mancha azul alrededor de los ojos, la mitad posterior del tronco es azulada, la aleta caudal es amarillenta. Su cuerpo es aplanado.
No presenta dimorfismo, y los juveniles son similares a los ejemplares adultos.